# IC 5049
IC 5049 ist ein interagierendes Galaxienpaar bestehend aus zwei elliptischen Galaxien im Sternbild Mikroskop am Südsternhimmel. Sie ist schätzungsweise 550 Millionen Lichtjahre von der Milchstraße entfernt und hat einen Durchmesser von etwa 70.000 Lichtjahren.
Das Objekt wurde am 17. September 1897 von Lewis Swift entdeckt.